# Метилцелюлоза
Мети́лцелюло́за, Е461 (або метилова целюлоза) — хімічна сполука, похідна від целюлози. В чистому вигляді це гідрофільний білий порошок, що розчиняється в холодній (але не в гарячій) воді і утворює прозорий клейкий розчин або гель. Метилцелюлоза продається під різними торговими назвами і використовується як загущуючий агент і емульгатор в харчовій і косметичній продукції, а також при лікуванні запору. Як і целюлоза, метилцелюлоза не перетравлюється, нетоксична і не алергенна, тому іноді використовується при виготовленні таблеток.

## Використання в харчовій промисловості
З 1999 року дозволена для використання в харчовій промисловості України
- для виробництва здобних хлібобулочних виробів (для збільшення об'єму та зменшення використання жиру);
- у соусах та кетчупах для загущення;
- у морозиві та десертах для стабілізації піни;
- у газованих напоях для уповільнення виділення газу.[1]